# لاورلوشر، کبک
لاورلوشر (به فرانسوی: Laverlochère) شهری در منطقه شهری تمیسکامنگ ناحیه آبیتیبی-تمیسکامنگ در استان کبک کانادا است. در سرشماری سال ۲۰۱۱ این شهر ۷۴۶ نفر جمعیت داشته‌است و مساحت آن ۱۰۷٫۰۱ کیلومتر مربع است.